# Drayton House
Drayton House est une maison de campagne à 1 mile au sud-ouest du village de Lowick, Northamptonshire, Angleterre .

## Histoire
Albéric de Vere participe à la conquête normande de l'Angleterre et obtient le manoir de Drayton près de Northampton . Au début du XIIIe siècle, Sir Walter de Vere abandonne le nom de famille "de Vere" et prend le nom de famille "Drayton" .

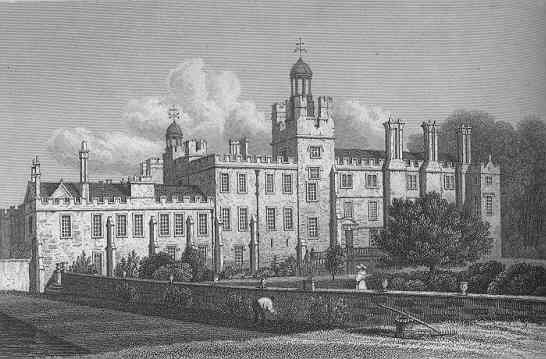
Drayton House dans le Northamptonshire, en Angleterre, d'après Jones's Views of the Seats of Noblemen and Gentlemen (1829)

Le noyau de la maison est construit par Sir Simon de Drayton vers 1300 et subsiste toujours. Il reçoit sa licence de crénelage en 1328. Il y a des changements dans la maison à chaque siècle depuis, avec des œuvres enregistrées par Isaac Rowe, John Webb, William Talman, Gerard Lanscroon, William Rhodes, Alexander Roos, George Devey (en) et John Alfred Gotch. Cependant, la maison est importante pour la transformation qu'elle subit à la fin du XVIIe et au début du XVIIIe siècle. Il y a un escalier en chêne en porte-à-faux en colimaçon unique datant d'environ 1680 et un lit d'État brodé de 1700.
En 1770, la maison passe à la famille Sackville. Deux chambres sont redécorées dans le style Adam. La maison conserve aujourd'hui ses origines médiévales et les changements de la période baroque, et est une maison de famille. Elle est construite en calcaire et en pierre de taille calcaire à assises carrées avec des toits en plomb et en ardoise de pierre de Collyweston, et se trouve dans un grand terrain connu sous le nom de Drayton Park.
Jacques Ier et Anne de Danemark sont venus à Drayton en août 1605 .